# Albert Edelfelt
Albert Edelfelt (suec: Albert Gustaf Aristides Edelfelt)  (Kiala manor, 21 de juliol de 1854 - Haiko i Porvoo, 18 d'agost de 1905) va ser un pintor finlandès.
Era fill d'un arquitecte suec, estudià a la Universitat de Hèlsinki. El 1874, es traslladà a París on va seguir els cursos de Jean-Léon Gérôme i s'interessà pel corrent artístic del naturalisme pictòric. El 1881, coneix Gustave Courtois i a Jules Bastien-Lepage al qual admira. També és presentat a Émile Zola, Alphonse Daudet i Pierre Puvis de Chavannes. Es convertí en el principal realista de Finlàndia. És autor d’un famós retrat de Pasteur (1885), propietat de l’Estat francès.
Tenia com alumne a Léon Bakst.

## Galeria d'imatges

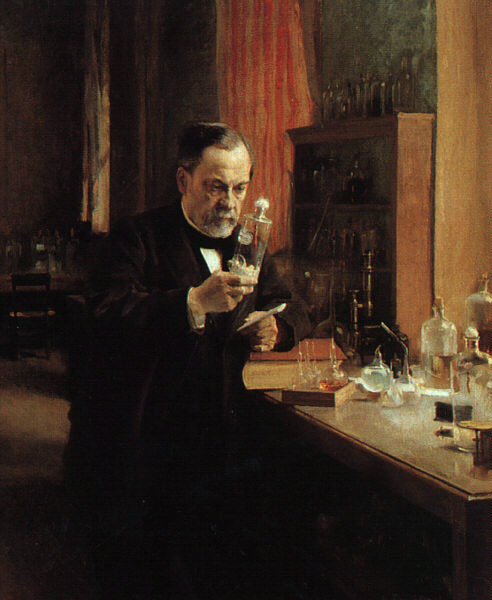
Louis Pasteur, 1885, Musée d'Orsay, Paris.
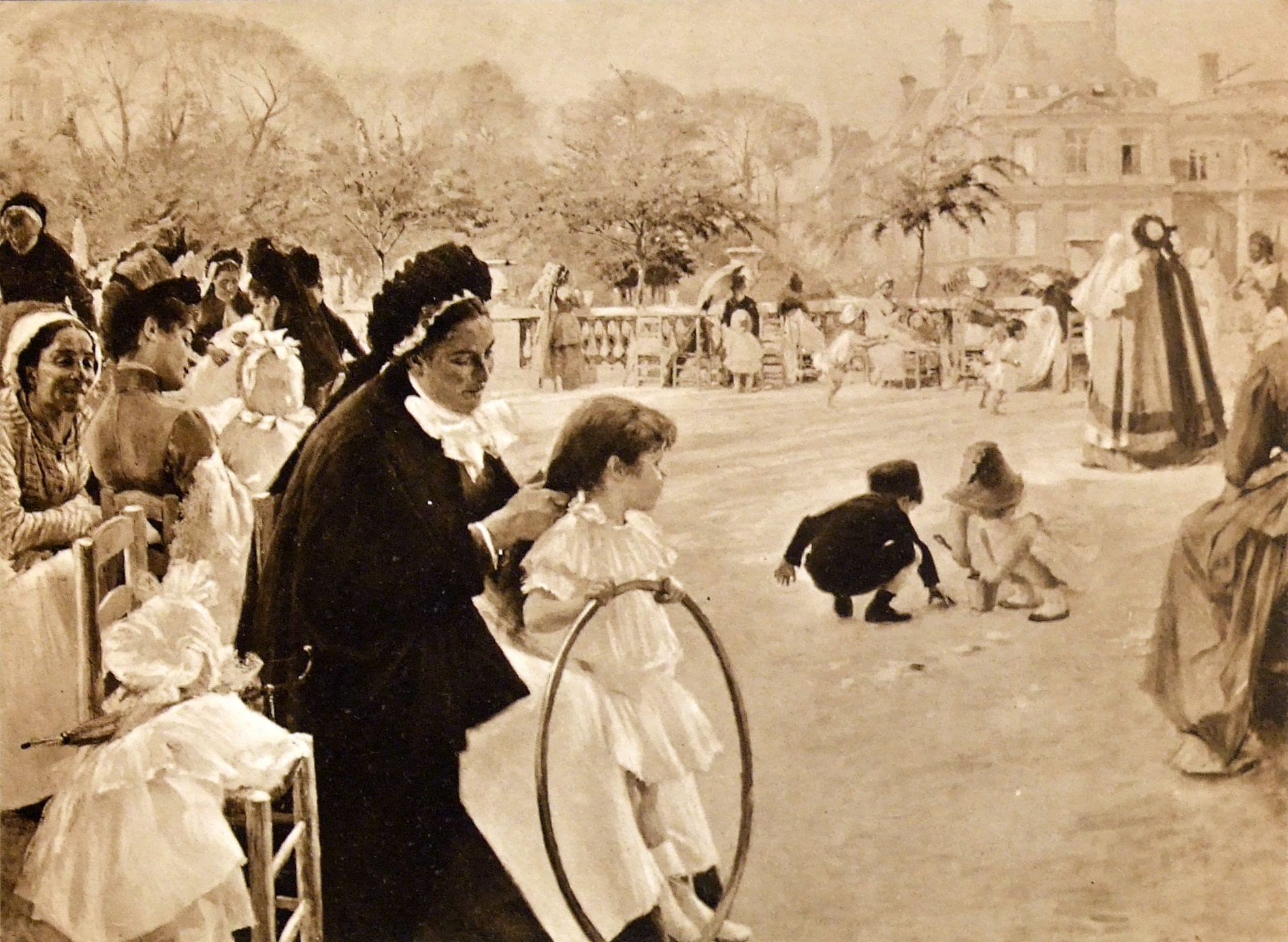
Le Jardin du Luxembourg, 1887, Ateneum, Helsinki.